# Pelinu, Călărași
Pelinu este un sat în comuna Dor Mărunt din județul Călărași, Muntenia, România. Biserica cu hramul "Sf. Împărați" (construită în 1875) este monument istoric. Din păcate starea de conservare în care se prezintă este precară.